# 邦瑞地产
邦瑞地产（Barratt Developments plc）是英国的一家大型住宅开发商，1968年在伦敦证券交易所上市。

## 历史
1958年，该公司由劳里·巴勒特（Lawrie Barratt）和路易斯·格林斯特（Lewis Greensitt）创办，1968年在在伦敦证券交易所上市，当时叫格林斯特和巴勒特公司（Greensitt & Barratt），上市后巴勒斯特退出公司，1973年公司改现名。